# Христич, Николай Фёдорович
Никола́й Фёдорович Хри́стич — (9 февраля 1925, с. Савинцы, Харьковская губерния — 26 октября 1997, с. Довгалевка, Харьковская область) — советский хозяйственный, государственный и политический деятель, участник Великой Отечественной войны, депутат Верховного Совета СССР 7-го, 8-го и 9-го созывов.

## Биография
Родился в 1925 году в районном центре Савинцы (ныне пгт Савинцы), в Харьковской области в простой украинской семье. Спустя небольшое количество времени потерял отца и воспитывался матерью. Окончив школу и получив начальное образование, Христич Н. Ф. был вынужден отказаться от дальнейших планов продолжать учёбу в связи с началом Великой Отечественной войны.

### Великая Отечественная война
Проходил воинскую службу в 1941—1946 гг., в ВМФ СССР. Со дня призыва являлся активным участником Отечественной войны.
Участвовал в одной из наиболее-крупных десантных операций Великой Отечественной войны — знаменитой Керченско-Эльтигенской десантной операции, в составе 255-й стрелковой бригады морской пехоты. За участие в операции был награждён медалью «За отвагу». Эта операция имела важное политическое значение для Советских Войск и в последующем поспособствовала деоккупации Крымского полуострова.

В составе 1-й роты автоматчиков 77-й дивизии освобождал Кубань от немецко-фашистских захватчиков. 16 февраля 1943 года получил тяжелое пулевое ранение. В последующем в составе 224-го Отдельного Разведывательного артдивизиона Черноморского Флота участвовал при наступлении в Бессарабии. За что был награждён медалью «За боевые заслуги».

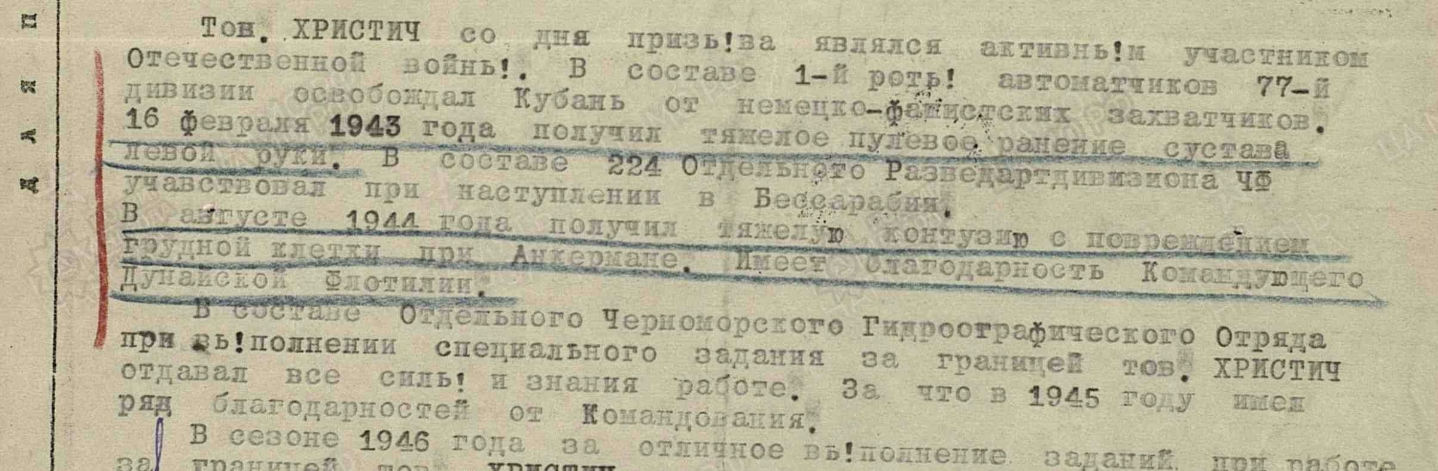
Выписка из приказа о награждении Христича Н. Ф. орденом Красной Звезды, 15.11.1946 г.

В августе 1944 года получил тяжелую контузию с повреждением грудной клетки при Анкермане. В составе Отдельного Черноморского Гидрографического Отряда выполнял специальное задание за границей. За что был награждён Орденом Красной Звезды. Помимо этого, имеет другие боевые награды и благодарности от Командования.

### Хозяйственная, государственная и политическая деятельность
После войны переехал жить в Донецкую область, где в последующем прожил около 20 лет. С конца 1946 года — находился на хозяйственной, общественной и политической работе в городе Краматорске, Донецкой области. В 1946—1980 гг. — работал механиком, слесарем-сборщиком Старокраматорского машиностроительного завода имени Серго Орджоникидзе в Донецкой области. Неоднократно награждался почетными знаками и грамотами за победу в социалистических соревнованиях и эффективные производственные показатели труда. В партии не состоял. На этот счет весьма удачно высказался Виктор Годына, секретарь комитета КПСС Старокраматорского машиностроительного завода имени Серго Орджоникидзе:

 Христич в Партии не состоит. Он беспартийный Коммунист.— "Sowjetunion heute", выпуск 11/12 (743/44) от 16.06.1973, с.19
За добросовестное отношение к своим рабочим обязанностям, образцовое выполнение и перевыполнение трудового плана, коммуникабельность, а также склонность к новаторскому подходу при организации трудового процесса был выдвинут коллегами и избран депутатом Краматорского городского Совета. На государственной службе в районном горсовете проявил себя с лучшей стороны. Имел безупречную репутацию, что в совокупности привело к выдвижению его кандидатуры в Верховный Совет.
В 1966 году награждён орденом Ленина. В том же году был избран депутатом Верховного Совета СССР 7-го созыва. В дальнейшем был переизбран в 8-й и 9-й созывы. Во время работы в Кремле вел активную общественную деятельность. Неоднократно являлся участником советских делегаций в зарубежных командировках.
В качестве уполномоченного представителя правительства СССР посещал Иран, Испанию, ГДР и другие страны, представляя интересы Советского правительства на дипломатических встречах с руководством обозначенных стран.

## Личная жизнь
Был дважды женат. Детей не имел.
С 1985 года на пенсии.
Скончался 26 октября 1997 года от остановки сердца. Был похоронен на родине в Харьковской области.

## Награды
- Орден Ленина
- Орден Октябрьской Революции
- Орден Отечественной войны l степени
- Орден Красной Звезды
- 2 Медали «За отвагу» (СССР)
- Медаль «За боевые заслуги»
- Медаль «За победу над Германией в Великой Отечественной войне 1941—1945 гг.»
- Знак «50 лет Образования Союза ССР»
- 9 юбилейных медалей

## Прочее
- Во годы депутатской деятельности, когда Христич Н. Ф. проживал в Москве, он поддерживал дружеские отношения со своим земляком, дважды Героем СССР, летчиком-космонавтом, Береговым Георгием Тимофеевичем.